# Terry Southern
Terry Southern (1 de mayo de 1924 - 29 de octubre de 1995) fue un influyente escritor de relatos estadounidense, novelista, ensayista y guionista destacado por su satírico estilo. Formando parte del movimiento literario de posguerra parisino en los años 50 y contemporáneo de la llamada generación beat de escritores en Greenwich Village, Southern estuvo también en el centro del movimiento Swinging London en los sesenta, y ayudó a cambiar sustancialmente el estilo del cine americano en los años 70. En los ochenta escribió para el programa de televisión Saturday Night Live y dio clase de escritura de guiones en varias universidades en Nueva York.
El oscuro y frecuentemente absurdo estilo satírico de Southern ayudó a definir la sensibilidad de varias generaciones de escritores, lectores, guionistas y directores de cine y televisión. Según el periodista Tom Wolfe, Southern es el creador del Nuevo periodismo con la publicación en 1962 del reportaje titulado "Twirling at Ole Miss" (que describía en clave absurda la vida en el campus de la Universidad de Misisipi) en la revista Esquire. Su talento para los diálogos se hizo evidente en sus guiones para Dr. Strangelove or: How I Learned to Stop Worrying and Love the Bomb (de 1964, titulada ¿Teléfono rojo?, volamos hacia Moscú en España y Dr. Insólito o: Cómo aprendí a dejar de preocuparme y amar la bomba en Hispanoamérica), The Cincinnati Kid (1965) o Easy Rider (1969), algunos de sus trabajos para el cine. Su trabajo en esta última película forma parte esencial del movimiento de cine independiente estadounidense de los años 70.

## Biografía
Nacido en Alvarado (Texas), dejó la Southern Methodist University para alistarse como teniente en el Ejército de los Estados Unidos durante la Segunda Guerra Mundial. A su vuelta ingresó en la Universidad Northwestern, donde se graduó en filosofía en 1948.

### París (1948–52)
Southern volvió a dejar su país en septiembre de 1948 de camino a Francia, para estudiar en la Facultad de Letras de la Sorbona. Su estancia de cuatro años en París fue fundamental para su formación, tanto en su desarrollo como escritor como en el hecho de estar en contacto con las modas y vanguardias contemporáneas. Hizo múltiples e importantes amistades, y se convirtió en una figura importante entre los expatriados estadounidenses de la década de los 50. Trabó una fuerte amistad con, entre otros, Mason Hoffenberg (con el que coescribió la novela Candy) o Mordecai Richler. Tuvo contacto con el también expatriado escritor americano James Baldwin y con intelectuales franceses de la talla de Jean Cocteau, Jean-Paul Sartre o Albert Camus.
Frecuentaba la Cinémathèque française y los clubes de jazz donde vio actuar a estrellas del bebop como Charlie Parker, Dizzy Gillespie, Bud Powell, Thelonious Monk o Miles Davis, evocado en su relato clásico "You're Too Hip, Baby". A principios de los años 50 escribió algunos de sus mejores relatos, incluidos "The Butcher" y "The Automatic Gate", publicados en la revista New Story. Su cuento "The Accident" fue la primera historia corta publicada en la Paris Review en su primer número (1953), seguido por "The Sun and the Still-born Stars" en el número 4. Southern se identificó profundamente con la revista y sus directores, Peter Matthiessen, Harold L. Humes y George Plimpton. Conoció en 1952 a la modelo francesa Pud Gadiot, con la que se casó a su vuelta a Nueva York.

### Greenwich Village (1953–56)
En 1953 Southern y Gadiot se instalan en Greenwich Village, Nueva York. Como ocurrió en París, el escritor se convierte pronto en una figura prominente de la naciente escena artística de los últimos años 50. Conoció a artistas como Robert Frank, Annie Truxell o Larry Rivers, y a través de Mason Hoffenberg, que le visitaba ocasionalmente desde París, conoció a importantes escritores como Jack Kerouac, Allen Ginsberg o Gregory Corso.
Frecuentaba los mejores clubs de jazz, como el Five Spot o el Village Vanguard, En este período fue cuando Southern descubrió y se obsesionó con la obra del escritor británico Henry Green, que ejerció una notable influencia en sus primeros trabajos, convirtiéndole en uno de sus más ardientes seguidores.
Southern se encontraba escribiendo su primera novela en solitario, Flash and Filigree, luchando por obtener reconocimiento. Solo le publicaban algunos relatos, y fue rechazado por docenas de revistas y periódicos importantes. En Greenwich Village, como en París, recibió el apoyo de su esposa, pero la relación se deterioró hasta su divorcio a mitad de 1954.
Durante 1954 y 1955 Southern conoció a dos de sus héroes literarios, William Faulkner y el autori de The Man With The Golden Arm, Nelson Algren, al que entrevistó para Paris Review en el otoño de 1955 y con el que hizo amistad; se mantuvieron en contacto y Algren se convirtió en uno de sus valedores.
La suerte de Southern comenzó a cambiar tras iniciar su relación con el agente literario Curtis Brown, a mediados de 1954. A través de su agencia, colocó tres relatos en Harper's Bazaar: "The Sun and the Still-born Stars" y "The Panthers" en el mismo número a finales de 1955, y "The Night Bird Blew for Doctor Warner" en enero de 1956.
En octubre de 1955 conoció a la modelo y aspirante a actriz Carol Kauffman, con la que contrajo matrimonio en julio de 1956.

### Ginebra (1956–59)
El escritor volvió a Europa con su esposa en octubre de 1956, permaneciendo en París hasta su definitiva instalación en Ginebra (Suiza), donde vivieron hasta 1959. Carol obtuvo un trabajo en la UNESCO, que le permitió sostener económicamente a Terry para que continuara escribiendo. Los años en Ginebra fueron muy productivos: escribió Flash and Filigree y trabajó en Candy y El cristiano mágico, así como en guiones de televisión y relatos cortos. La pareja hizo viajes a París para visitar a Hoffenberg, Allen Ginsberg y William S. Burroughs, y a Londres, para ver a Henry Green y a Kenneth Tynan.
Durante su última estancia en Nueva York había escrito un relato corto que acabaría dando lugar a Candy, coescrita junto a Mason Hoffenberg. A su vuelta a París a finales de 1956 le mostró la historia a varias personas, incluido Hoffenberg, que pensaron que le animaron a escribir más material sobre el personaje del relato original. Southern le pidió a Hoffenberg que escribiese algo él. Los dos fueron alternativamente escribiendo capítulos durante la primavera y el verano de 1957. Una vez escrito, el libro fue presentado al editor Maurice Girodias.
André Deutsch aceptó la primera novela en solitario de Southern, Flash and Filigree, a principios de 1957, y el relato "A South Summer Idyll" fue publicado en el número 15 de Paris Review. Ese año le publicaron varios relatos cortos más, a la vez que finalizaba Candy. Southern y Gregory Corso ayudaron a convencer por la época al editor Girodias de que publicara la controvertida novela El almuerzo desnudo del entonces relativamente desconocido William S. Burroughs.
A principios de 1958 Southern inició su trabajo como guionista, trabajando junto con el director canadiense Ted Kotcheff, que trabajaba en el Reino Unido en la recientemente creada Associated TeleVision (ATV). Kotcheff dirigió la adaptación que Southern hizo de The Emperor Jones, de Eugene O'Neill, que se emitió en el Reino Unido en marzo, coincidiendo con la publicación de Flash and Filigree, que fue mejor recibido en las islas británicas que en Estados Unidos.
La primera entrevista en una revista de renombre, hecha por Elaine Dundy, se publicó en el Reino Unido en Harper's Bazaar en agosto de 1958. En octubre Olympia publicó Candy, bajo el seudónimo de Maxwell Kento, que fue inmediatamente prohibida por la censura francesa.
La primera novela en solitario de Southern, El cristiano mágico, es una exploración en clave satírica de la corrupción asociada al dinero. La acabó en Ginebra durante el otoño y el invierno de 1958-59, y fue publicada por Deutsch en la primavera de 1959, alcanzando pronto cierto éxito. Por esa época los Southern deciden volver de nuevo a los Estados Unidos; llegan a Nueva York en abril de 1959.

### East Canaan (1959–62)
Tras volver a Estados Unidos, los Southerns permanecieron en diversas casas de amigos hasta que unos meses después compraron una casa. Buscaban una zona rural, apartada pero cercana a Nueva York para permitir desplazarse a Terry. Finalmente compraron una granja en East Canaan, Connecticut.
Durante 1959 y 1960 siguió trabajando en una nunca completada novela llamada The Hipsters, que había comenzado en Ginebra. Se convirtió en parte del círculo de amistades de su antiguo amigo George Plimpton, que también había vuelto a Nueva York, donde conoció y trató a James Jones, William Styron, Norman Mailer, Philip Roth, H.L. Humes, Jack Gelber, el Aga Khan, Blair Fuller, Jules Feiffer, Jackie Kennedy, la actriz británica Jean Marsh, Gore Vidal, Kenneth Tynan y su primera esposa, Elaine Dundy, a través de los cuales Southern conoció al humorista Lenny Bruce.
Flash and Filigree había sido publicada en los Estados Unidos por Coward McCann en el otoño de 1958. Algunos fragmentos de The Hipsters se publicaron como relatos cortos durante este período, incluido "Red-Dirt Marijuana", publicado en el número de enero-febrero de 1960 de Evergreen Review, así como "Razor Fight", publicado en la revista Glamour. Le publicaron un ensayo sobre Lotte Lenya en Esquire. A principios de 1960 empezó a escribir crítica literaria para The Nation, realizándolo durante dos años. Durante todo el año colaboró con antiguos amigos de París, Alexander Trocchi y Richard Seaver, compilando una antología de ficción moderna para la compañía Frederick Fall. El proceso de edición se alargó mucho más de lo esperado: una redada antidrogas hizo huir a Trocchi al Reino Unido vía Canadá, dejando a Southern y Seaver la tarea de acabar el libro.
El único hijo de Terry y Carol, Nile, nació el 29 de diciembre de 1960. Por esa época Southern empezó a escribir para la nueva publicación de Maurice Girodias, Olympia Review. Inició negociaciones con la editorial Putnam para relanzar Candy, esta vez sin seudónimos, y contrató a un nuevo agente literario, Sterling Lord.
En el verano de 1962 trabajó dos meses como editor suplente en Esquire, y publicó varios relatos en la revista en ese periodo, incluido "The road to Axotle". A través del trabajo en Esquire, entrevistó al emergente director de cine Stanley Kubrick, que acababa de terminar su polémica adaptación de Lolita, la novela de Vladimir Nabokov. Aunque Southern sabía poco de él, el director conocía bien el trabajo del escritor, ya que durante el rodaje de Lolita Peter Sellers le había hecho llegar una copia de El cristiano mágico.

### Dr. Strangelove
La vida y la carrera de Southern cambiaron radicalmente el 2 de noviembre de 1962, cuando recibió un telegrama invitándole a ir a Londres a trabajar en el guion de la nueva película de Kubrick, que estaba en preproducción.

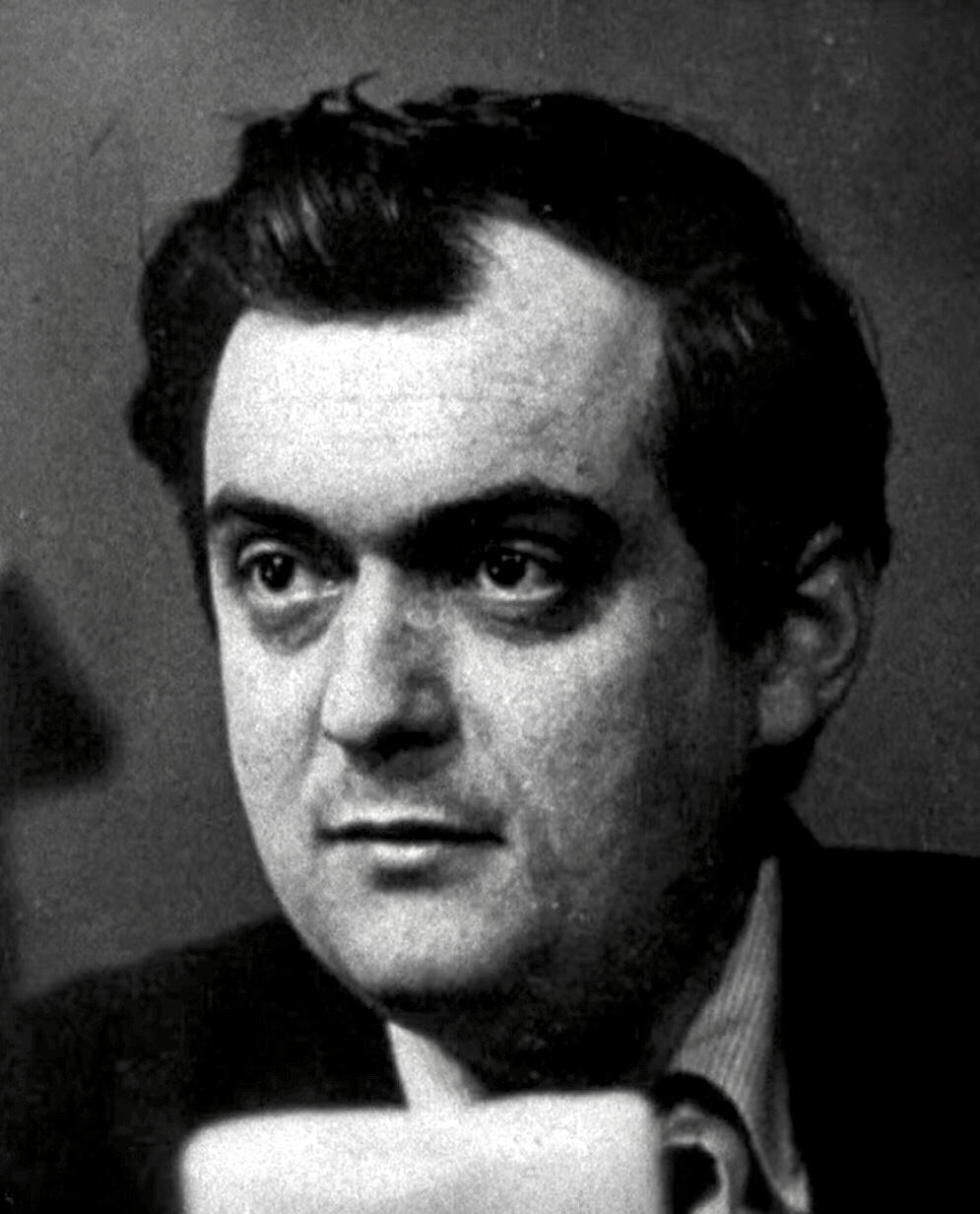
Stanley Kubrick durante el rodaje de Dr. Strangelove.

En parte por recomendación de Peter Sellers, Stanley Kubrick le pidió a Southern que le ayudara a revisar el guion de Dr. Strangelove or: How I Learned to Stop Worrying and Love the Bomb de 1964. La película se basaba en la novela sobre la Guerra Fría Red Alert (1958), de Peter George, cuyos derechos Kubrick había comprado por tres mil dólares americanos. El guion original de George y Kubrick, que iba a llamarse Edge of Doom, era un thriller político. Posteriormente lo cambiaron para convertirlo en una sátira (provisionalmente titulada The delicate balance of terror, en la que el guion de Red Alert se situaba como una película-dentro-de-la-película, hecha por una inteligencia extraterrestre.
El trabajo de Southern en la película fue breve pero intenso; oficialmente trabajó en el guion del 16 de noviembre al 28 de diciembre de 1962. Southern empezó a tomar anfetaminas (Dexamyl) para aguantar el frenético proceso de reescritura; años después iría progresivamente dependiendo más de las drogas, lo que acabaría en una dependencia de larga duración. El abuso de las anfetaminas, combinado con su fuerte consumo de alcohol y otras drogas, contribuyeron significativamente a sus problemas de salud en los últimos años de su vida.
El cambio principal del trabajo de Southern y Kubrick fue la reconversión del guion en una comedia negra, echando por la borda la estructura de película-dentro-de-película anterior. Kubrick, George y Southern compartieron los créditos como guionistas, pero la competencia acerca de quién había contribuido más o mejor trajo cierta confusión y conflicto en las relaciones entre los tres tras la película. La cuestión de los créditos se hacía todavía más confusa por las numerosas contribuciones de Sellers, que frecuentemente improvisaba en el plató; Kubrick se aseguraba de que la cámara siguiera al actor lo más posible durante las escenas, para capturar así esas inspiraciones momentáneas.
En un aparente homenaje al lugar de nacimiento de Southern, la película menciona que la "23.º División Aerotransportada está estacionada a siete millas de Alvarado". En realidad, el lugar de nacimiento de Southern está a diez millas de la ciudad de Burleson, Texas.
Según Art Miller, un productor independiente al que Southern contrató para escribir el guion para una película animada nunca completada sobre el Watergate, Southern le dijo que el mejor ejemplo de su colaboración en Dr. Strangelove era la escena en la que el piloto de B-52, T.J. "King" Kong, interpretado por Slim Pickens, leía a su tripulación una lista con el contenido de un "kit" de supervivencia, concluyendo que cualquiera podría tener, con ese contenido, "un gran fin de semana en Las Vegas". Cuando se rodó la escena, Pickens leyó la línea del guion, en la que se mencionaba Dallas, no Las Vegas. Esa parte se dobló en posproducción debido al reciente asesinato del presidente John F. Kennedy en Dallas en noviembre de 1963. Según Miller, Sellers le pagó a Southern decenas de miles de dólares para crear algunos de los chistes más conocidos para el personaje más famoso de Sellers, el Inspector Clouseau, en la serie de películas sobre la Pantera Rosa.
Southern también ayudó a Sellers en la preparación de sus diálogos. En principio Sellers iba a realizar cuatro papeles en la película, incluido el piloto tejano (Mayor Kong) del B-52, y tenía dificultades manejando los acentos. Southern, tejano de nacimiento, se grabó recitando las líneas para ayudar a Sellers a estudiar. Sellers, que nunca estuvo cómodo con el papel de Kong, finalmente evitó hacerlo por una supuesta franctura de tobillo, lo que obligó a Kubrick a buscar un nuevo actor. El papel fue a parar al actor Slim Pickens, al que Kubrick conocía de su breve trabajo en la película de Marlon Brando El rostro impenetrable.

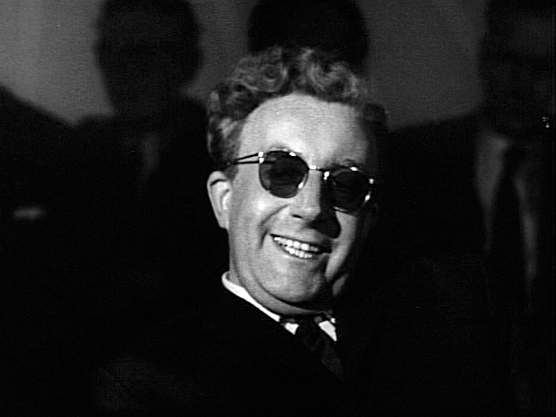
Peter Sellers caracterizado como Dr. Strangelove.

Cuando la película se lanzó en enero de 1964, Southern obtuvo una considerable atención mediática, dándosele erróneamente primacía en los créditos del guion, una equivocación que él hizo poco por corregir. Esto enfadó considerablemente a Kubrick (que era conocido por su reticencia a compartir los créditos de sus guiones con sus colaboradores) y Peter George, que envió una queja a la revista Life en respuesta a un profuso reportaje fotográfico publicado en el número del 8 de mayo de 1964. Sorprendido por la afirmación del artículo de que Southern era el responsable de convertir el anterior guion "serio" en una "original e irreverente película satírica", George señalaba que Kubrick y él había trabajado juntos en el guion durante diez meses, mientras Southern fue solo "brevemente empleado" (del 16 de noviembre al 28 de diciembre de 1962).
Tras acabar su trabajo en Dr Strangelove, Southern empezó a buscar más trabajo en el mundo del cine. Entre los trabajos que consideró estaban una propuesta de John Schlesinger de adaptación de la novela de Iris Murdoch A Severed Head, y un proyecto llamado The Marriage Game, que iba a ser dirigido por Peter Yates y producido por el equipo habitual de las películas de James Bond, Harry Saltzman y Albert Cubby Broccoli. También escribió un ensayo sobre la novela de John Fowles El coleccionista, que le llevó a ser contratado como experto en el guion en la subsiguiente versión cinematográfica.
Southern abandonó su carrera como escritor en 1963. Su ensayo "Twirlin' At Ole Miss" fue publicado en Esquire en febrero de 1963, un reportaje satírico reconocido en la actualidad como una de las obras maestras del Nuevo Periodismo. Ello fue seguido rápidamente de la publicación de varios ensayos más, incluyendo "Recruiting for the Big Parade", sobre la invasión de Bahía Cochinos, y uno de sus mejores relatos parisinos, "You're Too Hip, Baby". La antología de ficción Writers In Revolt se publicó en primavera, seguida rápidamente por la publicación en Estados Unidos de Candy, que se convirtió en la segunda novela americana de ficción más vendida de 1963.

### El gran éxito (1964–70)
El éxito de Dr. Strangelove y la republicación de Candy se convirtieron en el punto álgido de la carrera de Southern, convirtiéndole en uno de los escritores con más éxito del momento. En palabras de su biógrafo, Lee Hill, Southern pasó los siguientes seis años en "un reino olímpico de glamour, dinero, movimiento y emoción constantes", mezclándose y trabajando con las estrellas más importantes de la literatura, el cine, la música y la televisión. Su trabajo en Dr. Strangelove le abrió las puertas a trabajos lucrativos como guionista o supervisor de guiones, lo que le permitió incrementar ampliamente sus ganancias, desde los 2.000 dólares que cobró por Dr. Strangelove hasta los 100.000 dólares por trabajo posteriores.
En la segunda mitad de los años 60 trabajó en los guiones de una serie de películas "de culto". Sus apariciones en este período incluyen The Loved One (1965), El coleccionista (1965), The Cincinnati Kid (1965), Casino Royale (1967), Barbarella (1967), Easy Rider (1968), El cristiano mágico (1969), y The End of the Road (1970).

#### The Loved One/The Cincinnati Kid
A principios de 1964 Southern fue contratado para colaborar con el autor británico Christopher Isherwood en una adaptación de la novela satírica de Evelyn Waugh The Loved One, dirigida por el también británico Tony Richardson. Cuando la película fue pospuesta en la primavera de 1964, Southern volvió a East Canaan y continuó su trabajo con una reescritura del guion para la versión cinematográfica de la novela de John Fowles El coleccionista, pero finalmente acabó saliendo del proyecto por desacuerdos con el cambio en el final de la historia.

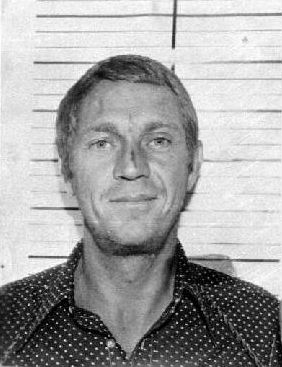
Steve McQueen, protagonista de The Cincinnati Kid (titulada en español El rey del juego o El gran desafío).

En agosto de 1964 los Southern se mudan a Los Ángeles, donde Terry comienza su trabajo en el guion de The loved one, por el que MGM/Filmways le pagó 3.000 dólares al mes. Su trabajo y sus amistades le pusieron en contacto con numerosos artistas de Hollywood, incluyendo a Ben Gazzara, Jennifer Jones, Janice Rule, George Segal, Richard Benjamin, James Coburn, Peter Fonda o Dennis Hopper y su esposa Brooke Hayward. Hopper, coleccionista de arte moderno, posteriormente presentaría a Southern al galerista y marchante de arte británico Robert Fraser.
No llevaba mucho tiempo en Los Ángeles cuando Southern conoció a una actriz y bailarina de origen canadiense, Gail Gerber, en un plató de exteriores de MGM. Gerber trabajaba de bailarina en una película de Elvis Presley, y también tenía un papel sin frase en The loved one. Pronto ambos comenzaron una aventura, que se intensificó durante julio y agosto de 1964, y tras la vuelta de la esposa e hijo de Southern a East Canaan, el escritor y su amante se mudaron a una suite del hotel Chateau Marmont.
Trabajando con Richardson e Isherwood, Southern convirtió la novela de Waugh en "un ataque furibundo a Hollywood, el consumismo y la hipocresía que envuelven el miedo humano a la muerte". El trabajo en la película continuó durante la mayor parte de 1965, con Southern y Gerber pasando gran parte de su tiempo libre con sus nuevos y famosos amigos del mundo del espectáculo en Malibú, California. El coproductor de la película, John Calley, les visitaba frecuentemente en su suite, y contrató a Southern en varios proyectos de Filmways, incluidos The Cincinnati Kid y Don't Make Waves.
Poco después de acabar la parte principal del rodaje de The loved one, Southern empezó a trabajar en el guion de The Cincinnati Kid, que protagonizó Steve McQueen. Southern era uno más de los varios escritores que había trabajado en diferentes versiones del guion, entre ellos Paddy Chayefsky, George Good y Ring Lardner Jr. El director original del proyecto, Sam Peckinpah, fue despedido una semana antes de iniciarse el rodaje, supuestamente por haber rodado escenas de desnudo no autorizadas (no volvería a trabajar en la industria cinematográfica hasta The Wild Bunch, de 1969). Fue reemplazado por Norman Jewison; durante el rodaje Southern trabó una duradera amistad con el actor Rip Torn.

#### Casino Royale/Barbarella/Candy
Hacia 1966 las adaptaciones cinematográficas del personaje de las novelas de Ian Fleming, james Bond, producidas por Albert R. Broccoli y Harry Saltzman, se habían convertido en una exitosa franquicia. En todo caso, los derechos de la novela Casino Royale habían sido adquiridos por un productor rival del equipo habitual, Charles K. Feldman, que intentó llevar a cabo una película "oficial" de Bond (esto es, realizarla con Eon Productions), intento que abortaron Broccoli y Saltzman. Convencido de que no podía competir con la franquicia oficial, Feldman decidió entonces filmar la película como una parodia, no solo de Bond sino de todo el género de espías. De hecho, la parte que se desarrolla en el casino, con Peter Sellers y Orson Welles, es la única basada en la novela.
Southern y Gail Gerber se mudaron a Londres a principios de 1966, cuando él fue contratado para trabajar en el guion de la película. La película se convirtió pronto en una producción caótica, hecha con retazos dirigidos o codirigidos por un equipo que incluía a Joseph McGrath, Robert Parrish, Val Guest, John Huston, Richard Talmadge y Ken Hughes. Muchas escenas previstas no se llegaron a rodar debido a la enemistad surgida entre Sellers y Welles, que culminaron con Sellers abandonando el rodaje cuando se rodaban las escenas del casino y negándose a volver. Muchso guionistas colaboraron en la película, entre ellos Southern (que escribió la mayor parte del papel de Sellers), Woody Allen, Wolf Mankowitz, Michael Sayers, Frank Buxton, Joseph Heller, Ben Hecht, Mickey Rose y Billy Wilder.
Southern había sido presentado al crítico de arte Robert Fraser por Dennis Hopper, y cuando fue a Londres por el trabajo en Casino Royale se introdujo en su grupo de amigos pertenecientes a la jet-set, que incluía a los Beatles, los Rolling Stones, el fotógrafo Michael Cooper, la actriz y modelo Anita Pallenberg, el director de cine Nicolas Roeg, el pintor Francis Bacon, el heredero de la fortuna Guinness Tara Browne y la modelo Donyale Luna. Southern trabó una amistad íntima con Michael Cooper, que era parte del círculo más cercano a los Rolling Stones y que había hecho las fotos para la portada del LP de los Beatles Sgt Pepper's Lonely Hearts Club Band.

Southern acudió al Festival de Cine de Cannes en la primavera de 1966, donde conoció a Andy Warhol y Gerard Malanga, y mantuvo el contacto con Malanga durante años. A su vuelta a Londres continuó trabajando en el guion de Casino Royale y en la adaptación cinematográfica de El cristiano mágico que estaba planeando Peter Sellers. Sandy Lieberson compró los derechos de la primera novela de Southern, Flash and Filigree, y United Artists hizo lo mismo con Candy. Michael Cooper le recomendó la novela de Anthony Burgess La naranja mecánica, y Southern más tarde animó a Stanley Kubrick a realizar la versión cinematográfica después de que MGM renunciara a realizar el planeado filme de Kubrick sobre Napoleon. Southern y Cooper entonces empezaron a planear su propia adaptación de la novela, que protagonizarían Mick Jagger y los Rolling Stones como Alex y su banda.
Según Si Litvinoff, Southern compró los derechos del libro solo por 1000 dólares, y Lieberson y David Puttnam llegaron a un acuerdo con Paramount Pictures, que pagó por un borrador del guion a Southern y Cooper. El actor David Hemmings fue considerado brevemente para el papel de Alex, para disgusto de Cooper y los Stones. La dirección fue ofrecida inicialmente a Richard Lester, que la rechazó. El viejo amigo de Southern Ted Kotcheff también sonó para dirigir la película, pero el proyecto se atascó tras supuestamente haber sido enviado a Lord Chamberlain,[cita requerida] que lo habría devuelto junto con una nota: "Conozco este libro y no es posible que hagan ustedes una película con él. Juega con la incitación al crimen a la juventud, lo que es ilegal". Como resultado, Paramount abandonó el proyecto, que retomaría Kubrick tres años después.
En los largos tiempos muertos en el rodaje de Casino Royale, Filmways contrató a Southern para dar un repaso al guion del thriller ocultista Eye of the devil, protagonizado por David Niven y que incluía el debut de una joven Sharon Tate. Durante el invierno de 1966-67 también empezó a trabajar en el guion de Barbarella, de Roger Vadim, y contribuyó también a la versión para televisión de Horas desesperadas.
El 1 de junio de 1967 el lanzamiento de Sgt Pepper's Lonely Hearts Club Band le proporcionó a Southern la inmortalidad en la cultura pop, gracias a que su fotografía fue incluida (a propuesta de Ringo Starr) en el collage de la carátula frontal del disco, realizado por Cooper. Poco más tarde, una colección de sus cuentos cortos Red-Dirt Marijuana and Other Tastes, fue publicada en los Estados Unidos. Recibió críticas favorables, y la solapa del libro incluía una nota de Gore Vidal que describía a Southern como "el autor profundo más agudo de nuestra generación".
Su trabajo en Barbarella continuó a lo largo de 1967, y Southern convenció a Vadim de incluir a su amiga Anita Pallenberg en el papel de la Reina Blanca. En diciembre de 1967 se inició en Roma el rodaje de la versión cinematográfica de Candy, dirigida por Christian Marquand. La protagonizó la debutante Ewa Aulin; como en Casino Royale, muchas estrellas del mundo del cine hicieron cameos en la película: entre otros, Richard Burton, Marlon Brando, John Astin, Elsa Martinelli, Ringo Starr, Walter Matthau y Anita Pallenberg.
El guion original de Southern fue reescrito por Buck Henry (que también hace un cameo, sin acreditación, en la película). Tal y como pasó con Casino Royale, la producción resultó caótica y decepcionó las expectativas levantadas; la crítica la vapuleó en su estreno en diciembre de 1968

#### Easy Rider/The End Of The Road
Cuando la producción de Barbarella terminó en octubre de 1967, el director Roger Vadim comenzó a rodar un episodio de la película Histoires extraordinaires, que coprotagonizaban Peter Fonda y Jane Fonda. Fue durante el rodaje de esa película cuando Peter Fonda le comentó a Southern su idea sobre un "western moderno". Fonda también le contó su idea a su amigo Dennis Hopper a su vuelta a América, y Southern se añadió al proyecto, comprometiéndose a trabajar en el guion por 350 dólares por semana.

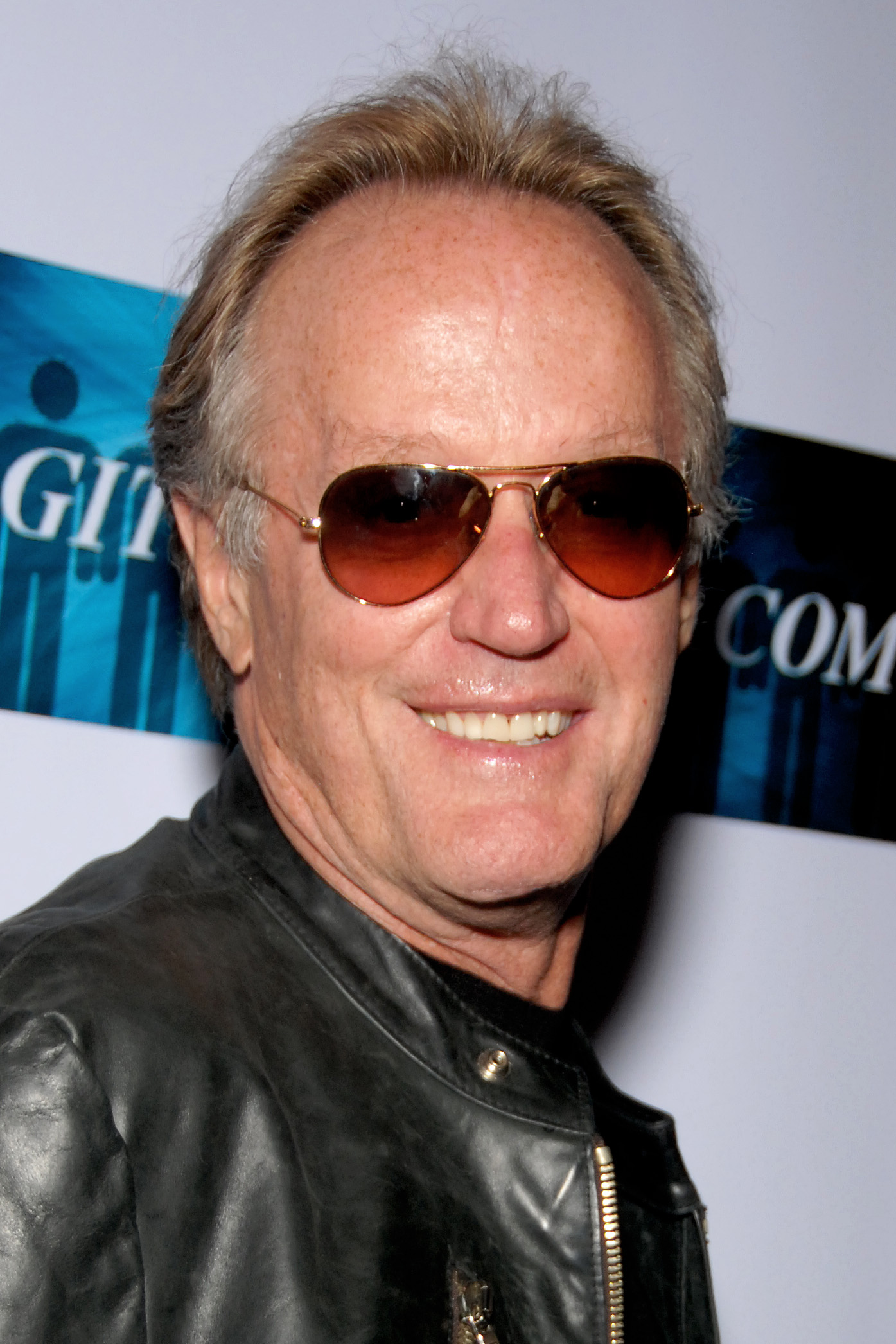
La disputa de Southern con Peter Fonda (en la imagen, en 2009) por la participación de aquel en el guion de Easy Rider se prolongó hasta la muerte del escritor.

Southern, Fonda y Hopper se reunieron en Nueva York en noviembre de 1967 para desarrollar sus ideas. Estas sesiones de intercambio de ideas se convirtieron en la base del guion que escribió Southern desde diciembre de 1967 a abril de 1968. Sobre la base de lo trabajado por Southern, Raybert Productions, que había producido la serie de televisión sobre el grupo musical The Monkees del mismo nombre, así como la película también sobre el grupo Head, accedió a financiar la película con un presupuesto de 350.000 dólares (a cambio de un tercio de los beneficios); Columbia Pictures distribuiría la película.
Southern más tarde compartió el crédito de la redacción del guion con Hopper y Fonda, pero ha habido disputas por sus diferentes contribuciones. Hopper y Fonda más tarde trataron de restar importancia a la intervención de Southern, alegando que muchas escenas de la película (como la escena del cementerio) habían sido improvisada, mientras que otras personas involucradas en la producción (incluyendo el propio Southern) han afirmado que la mayoría de esas escenas fueron completametne guionizadas por él.
Aunque la idea básica de la película era de Fonda, el título lo proporcionó Southern (Easy Rider es un término en jerga con el significado de proxeneta), que también escribió varios borradores iniciales del guion. Durante la producción Southern se mostró preocupado porque Hopper y Fonda reemplazaban el guion por lo que describió como "diálogos estúpidos"; una parte más del material escrito por Southern para los personajes principales se redujo durante el proceso de edición.
Southern había escrito originalmente el personaje del abogado de pueblo (interpretado por Jack Nicholson) teniendo a su amigo Rip Torn en mente, pero Torn abandonó el proyecto tras un altercado con Hopper en un restaurante de Nueva York, en el que los dos actores casi llegaron a las manos.
Southern continuó trabajando en otros proyectos mientras Easy Rider se rodaba; terminó su siguiente novela, Blue Movie; comenzó a trabajar con el pintor Larry Rivers en un proyecto de libro, The donkey and the darling, trabajó en los borradores finales del guion de El cristiano mágico y comenzó las conversaciones con Aram Avakian sobre un proyecto cinematográfico con el título The end of the road.
En el verano de 1968 Esquire le encargó cubrir la Convención Nacional del Partido Demócrata en Chicago. Southern asistió al evento con William S. Burroughs, Jean Genet (sustituto de última hora de Samuel Beckett) y John Sack; su amigo Michael Cooper tomó las fotografías. Southern y amigos estaban presentes cuando las manifestaciones pacíficas devinieron en violencia tras los ataques contra los manifestantes de la policía. El ensayo de Southern para el evento fue su última trabajo para Esquire.

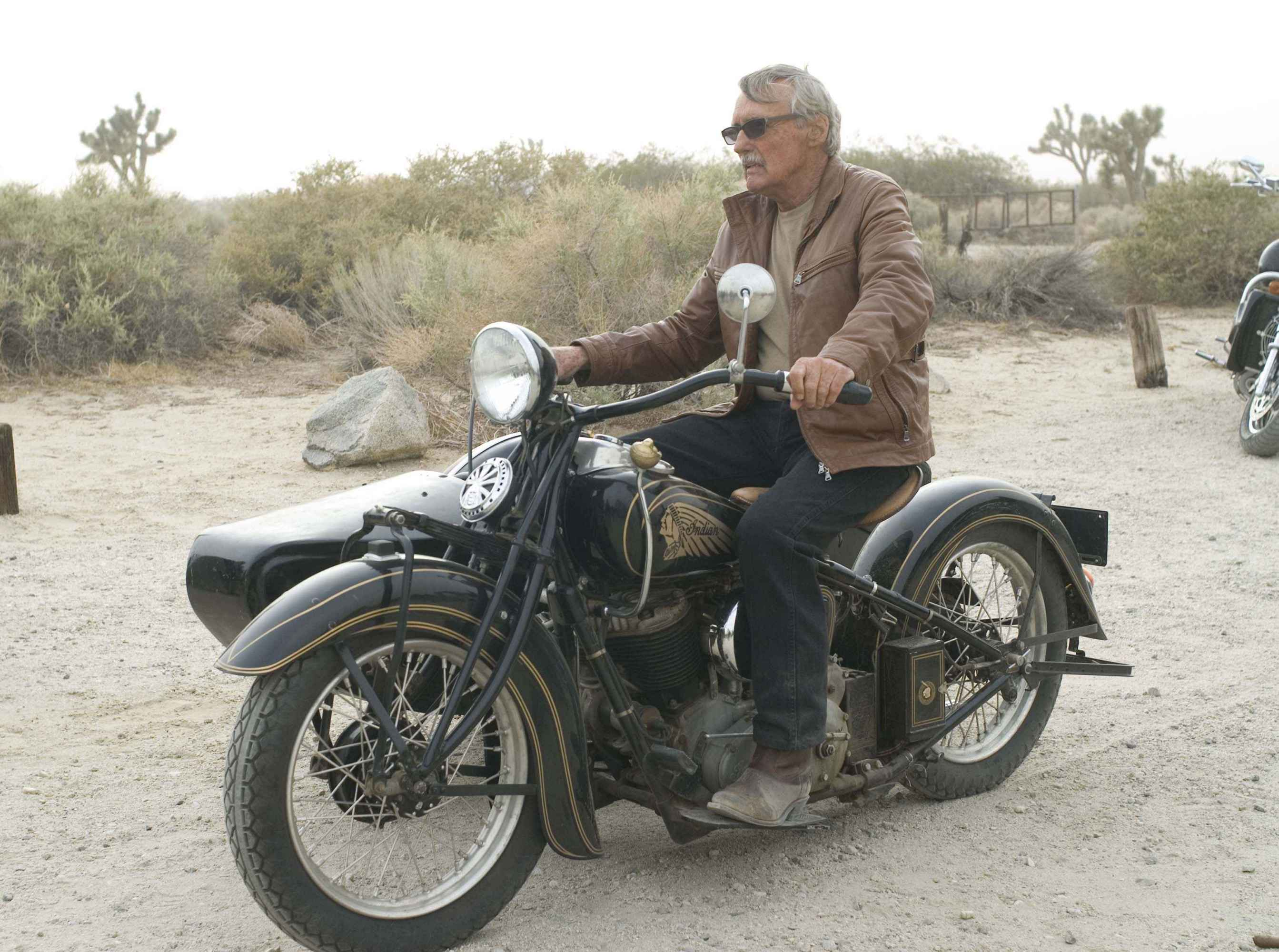
Dennis Hopper, coguionista de Easy Rider junto a Fonda y Southern. La imagen del actor quedaría para siempre asociada a su papel en la película (en la imagen en 2007).

La edición de Easy Rider continuó durante muchos meses, ya que Hopper y Fonda discutían sobre el producto final. Hopper descartó el programado trabajo para la película de Crosby, Stills, Nash & Young volviendo a las canciones que había utilizado para el primer corte, y que incluían música de The Byrds, Jimi Hendrix, y Steppenwolf. Easy Rider causó sensación cuando se exhibió en Cannes, y se convirtió en la cuarta película más taquillera de Estados Unidos en 1969, con una recaudación de diecinueve millones de dólares; fue nominada a dos Óscars. A pesar de que la película les produjo grandes recompensas financieras y artísticas a Hopper y Fonda, ayudando además a abrir las puertas de Hollywood a jóvenes productores independientes, compartieron muy pocos de los beneficios con Southern, y el verdadero alcance de sus contribuciones fue repetidamente minimizado por ambos.
El siguiente guion importante de Southern fue The end of the road (1970), película adaptada de la novela de John Barth y protagonizada por Stacy Keach, Dorothy Tristan y James Earl Jones. La película fue dirigida por su amigo Aram Avakian. El director y la película fueron objeto de un amplio reportaje en la revista Life en noviembre de 1969, lo que al parecer dio lugar a una reacción crítica, y la película fue rechazada en su estreno, siendo especialmente criticada por una escena gráfica en la que el personaje femenino principal se somete a un aborto, lo que llevó a que la película fuese calificada con una "X".

#### El cristiano mágico
El cristiano mágico era uno de los favoritos de Peter Sellers (el regalo que le hizo a Stanley Kubrick de una copia del libro llevó a que Southern fuera contratado para Dr. Strangelove) y tenía el proyecto de realizar una versión cinematográfica del libro, en la que desempeñaría el papel del personaje principal, Guy Grand. En 1968 Southern fue contratado para la producción, trabajando en una docena de borradores del guion. Sellers también introdujo pequeños cambios mientras Southern estaba trabajando en The end of the road. A petición de Sellers, un borrador de Southern y el director Joseph McGrath fue reescrito por Graham Chapman y John Cleese, dos jóvenes escritores de comedia británicos que poco tiempo después se harían famoso como miembros de Monty Python. Cleese posteriormente declararía que McGrath no tenía "ni idea de la estructura de una comedia" y se quejó de que la película terminó siendo "una serie de paseos de famosos".
La película se rodó en Londres entre febrero y mayo de 1969. El elenco estaba encabezado por Sellers (como Guy Grand) y Ringo Starr como su hijo Youngman Grand (un nuevo personaje creado para la película), con cameos de Spike Milligan, Christopher Lee, Laurence Harvey, Raquel Welch, Roman Polanski y Yul Brynner. Al igual que en Dr. Strangelove, Sellers habitualmente improvisada el guion durante el rodaje. Durante la producción McGrath y Southern hablaron de un proyecto futuro basado en la vida del gánster Dutch Schultz, que se realizaría en colaboración con William Burroughs y Alexander Trocchi, y que nunca se llevó a cabo.
El cristiano mágico termina con una escena en la que Grand llena un gran recipiente con excrementos y despojos de animales, y luego tira dinero en la mezcla para demostrar hasta dónde llegaría la gente para obtener dinero. El plan original era filmar la escena culminante en la Estatua de la Libertad en Nueva York, y el Servicio de Parques Nacionales había accedido a la petición. Sellers, McGrath y Southern viajaron a Nueva York en el Queen Elizabeth 2 (con un coste de 10 000 dólares por persona), pero el estudio se negó a pagar por el rodaje, que tuvo que ser trasladado a Londres. La escena se rodó finalmente en el South Bank, cerca del nuevo edificio del Royal National Theatre. La película se estrenó el 12 de febrero de 1970, y fue recibida con tibieza.

### Carrera posterior
La carrera de Southern entró en declive rápidamente en la década de 1970: sus trabajos en el cine disminuyeron, sus libros y relatos se fueron reduciendo, y adquirió reputación de drogadicto fuera de control. Bebía mucho y era politoxicómano, y su creciente dependencia del Dexamyl afectaba a su salud a medida que envejecía. Su biógrafo Lee Hill sugiere que Southern era un alcohólico funcional, y que su imagen pública se basaba principalmente en sus ocasionales apariciones públicas en Nueva York, de fiesta y socializando. En privado era relativamente sobrio y seguía siendo un trabajador incansable. Continuó trabajando en diferentes proyectos, a menudo en varios a la vez, pero que en su mayoría nunca llegaron a realizarse, lo que tendía a desviarlo de trabajar en sus propias novelas y cuentos.
Su carrera posterior se complicó por problemas financieros. A finales de 1960 los gastos de Southern y la falta de perspicacia financiera le trajeron problemas, y fue auditado por el Internal Revenue Service en varias ocasiones, con el resultado de cuantiosas multas. Los problemas fiscales lo persiguieron el resto de su vida. En 1968, firmó una protesta tributaria de escritores y editores por la que se comprometía a no pagar impuestos en protesta contra la guerra de Vietnam.
Southern y su esposa Carol fueron puestos bajo vigilancia del FBI a partir de 1965.

#### Los años setenta
En diciembre de 1970, Southern se vio obligado a suplicarle a Dennis Hopper que aumentase sus beneficios de Easy Rider, una petición que Hopper rechazó. Su débil posición financiera contrastaba con la de sus compañeros creativos en esa película, que se hicieron ricos gracias a su éxito comercial. Durante el resto de su vida Southern se vio obligado a realizar diferentes trabajos únicamente para poder pagar los impuestos y multas, y en muchas ocasiones tuvo que hacer verdaderos esfuerzos para seguir pagando la hipoteca de la granja de East Canaan.
Blue Movie se publicó en el otoño de 1970, con una dedicatoria a Stanley Kubrick. Recibió críticas únicamente moderadas, y las ventas se vieron obstaculizadas por la negativa del New York Times de insertar anuncios del libro.
Southern trabajó en varios guiones tras Easy Rider, incluyendo God Is Love, DJ (basada en un libro de Norman Mailer), Hand-Painted Hearts (basada en una historia dee Thomas Baum), y Drift con Tony Goodstone. Mientras Fonda y Hopper seguían afirmando que la mayor parte de Easy Rider había sido improvisada, Southern se mantuvo en gran medida en silencio acerca de su verdadero papel, a pesar de que se le pedirá que escriba una carta al New York Times para desmentir una declaración de Jack Nicholson acerca de que éste había improvisado su discurso durante la escena de la hoguera.
Terry y Carol Southern se divorciaron a principios de 1972, pero mantuvieron buena relación y Southern siguió apoyando y ayudando a criar a su hijo Nile. Las investigaciones del IRS también habían afectado a Carol, que tenía una herencia de su difunto padre que fue tomada como parte de la liquidación de impuestos de Terry. Más tarde se dedicaría a la edición en Crown Publishing, y se casaría con el crítico Alexander Keneas.

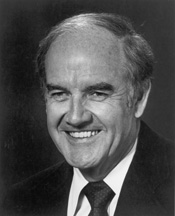
Southern ayudó a recaudar fondos para la campaña de George McGovern a la presidencia de Estados Unidos. Siempre fue un activista político liberal.

Otros proyectos que finalmente no se llegaron a realizar durante este período incluyen una adaptación de la novela de Nathanael West A cool million, y un guion llamadoMerlin, basado en la leyenda del rey Arturo, escrito pensando en Mick Jagger para el papel principal.
Southern cubrió la gira americana de 1972 de los Rolling Stones, donde conoció y comenzó una colaboración con Peter Beard, con el que trabajaría de forma esporádica en un guion nunca filmado, The end of the game, hasta la muerte de Southern. Éste se sumergió en la atmósfera orgiástica de la gira, y su ensayo sobre la gira de los Stones, "Riding The Lapping Tongue", se publicó en el 12 de agosto de 1972 en el semanario Saturday Review. También escribió un sketch satírico subido de tono contra Richard Nixon que se interpretó para recaudar fondos en la campaña de George McGovern, y "Twirlin 'on Ole Miss" fue incluido en la corriente denominada Nuevo Periodismo.
A finales de 1972 el sur de problemas de dinero se había agudizado, por lo que se empleó como profesor de escritura de guiones en la Universidad de Nueva York, donde enseñó desde el otoño de 1972 hasta la primavera de 1974. Sus estudiantes incluyen a Amy Heckerling, que dirigió Fast Times at Ridgemont High yClueless, Steven Aronson y biógrafo de Hollywood Lee Server. Southern comenzó a escribir para la revista National Lampoon en noviembre de 1972 y fue jurado en el Festival de Cine Erótico de Nueva Yorkd de 1972 junto con William S. Burroughs, Gore Vidal, y Sylvia Miles.
En 1973 Southern escribió un nuevo guion titulado Double Date, que en algunos aspectos anticipaba la posterior película de David Cronenberg Dead Ringers, pero finalmente lo abandonó. A principios de 1974 John Calley le contrató para escribir un guion de la Blue movie, que tendría a Mike Nichols como director, pero la operación finalmente se vino abajo debido a una prolongada disputa entre Warner y Ringo Starr, que tenía entonces los derechos de adaptación.
Una nueva historia corta, "Fixing up Ert", fue publicado en la edición de septiembre de 1974 de la revista Oui, y también por esta época el director noruego Ingmar Ejve contrató a Southern para escribir una guion basado en la novela del escritor noruego Carl-Henning Wijkmark The Hunters of Karin Hall. Su amigo Ted Kotcheff contrató a Southern para escribir el guion para el proyecto, basado en el Watergate y titulado A Piece of Bloody Cake, pero fue incapaz de conseguir que le aprobaran el guion.
Los únicos créditos en pantalla de Southern durante la década de 1970 fueron en el programa de televisión Stop Thief!, escrito para la miniserie de televisión The American Parade. En el verano de 1976 visitó a Rip Torn en Nuevo México durante el rodaje de El hombre que cayó a la Tierra, e hizo un cameo entre una multitud. El director Nicolas Roeg utiliza un extracto de The end of the road, que se está emitiendo por televisión en una de las escenas de la película. Southern escribió el guion de la película pornográfica Randy: The Electric Lady, dirigida por el joven Philip D. Schuman, que había hecho antes un cortometraje basado en Red-Dirt Marijuana and Other Tastes, que había ganado Premio Hugo en el Festival de Cine Internacional de Chicago de 1973.
En 1977 y 1978, Southern se vio envuelto en un intento largo y caótico de hacer una versión cinematográfica de la novela de William S. Burroughs Junky, pero el proyecto se vino abajo debido a la conducta errática de su principal patrocinador, Jules Stein. En agosto de 1978 escribió una sátira llamada "Haven Can Wait", que se realizó en beneficio de Abbie Hoffman, con un reparto que incluía a Jon Voight, Allen Ginsberg, Bobby Seale y Rip Torn.
Otro proyecto sin éxito de este periodo fue su trabajo para Si Litvinoff en el guion para el drama operístico Aria. El guion de Southern no fue considerado de calidad suficiente, y fue rechazado por Fox. Un nuevo relato se publicó en la edición conmemorativa del vigésimo aniversario de la Revista París; Andrew Braunsberg compró los derechos de Blue Movie.
Peter Sellers hizo pocas películas significativas durante la década de 1970, pero se anotó un éxito con Mr. Chance (1979). Más o menos por esa época, Sellers tuvo un encuentro casual con un traficante de armas durante un vuelo aéreo, y esto le inspiró para ponerse en contacto con Southern y pedirle que escribiera un guion sobre el tema del turbio mundo del comercio internacional de armas. El guion resultante, Grossing out, adquirió fama de ser de alta calidad, y Hal Ashby se apuntó provisionalmente como director; sin embargo, todo se fue al traste con la repentina muerte de Sellers de un ataque al corazón el 24 de julio de 1980.

#### Los años ochenta
Southern fue contratado por Michael O'Donoghue, el guionista jefe de Saturday Night Live para escribir para la temporada de 1981-1982 del programa de la NBC. Tuvo problemas de conexión con el equipo de redacción, y muchas de sus ideas fueron rechazadas. Seguía enganchado a las drogas y consumía cocaína en gran medida. Sin embargo, Southern se mantuvo como escritor algún tiempo después de que O'Donoghue fuese despedido de la serie.

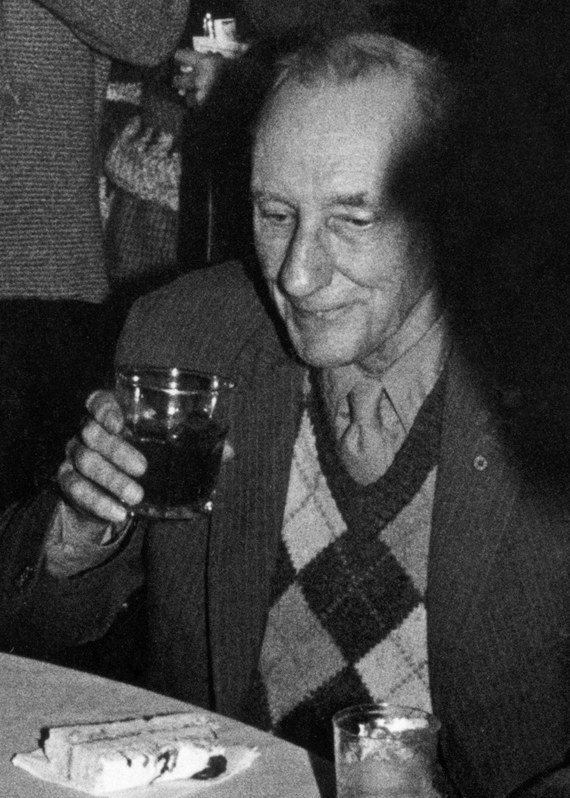
William S. Burroughs mantuvo una larga amistad con Southern. Las gestiones de éste contribuyeron a que se publicase su novela El almuerzo desnudo en 1959. En la imagen, en 1983.

Su participación en Saturday Night Live le llevó a una colaboración con el también exescritor del programa Nelson Lyon. Southern y Lyon trabajaron en el desarrollo de un proyecto conjunto alrededor del Cotton Club en la década de 1930, que fue finalmente abandonado después de que Francis Ford Coppola inciase la producción de una película de temática similar.
Durante 1982-1983 trabajó con antiguo socio de producción de Stanley Kubrick James B. Harris en un drama naval titulado The Gold Crew(más tarde retituladoFloaters), pero abandonó el proyecto cuando comenzó trabajar con Larry Rivers en un proyecto de película independiente titulado At Z beach.
En abril de 1983 fue contratado para trabajar en una secuela planeada para Easy Rider y titulada Biker Heaven. Tuvo poco que ver con el guion, pero le pagaron cerca de 20.000 dólares, lo que suponía varias veces más de lo que había ganado con la película original. Alrededor de este momento tiempo Stanley Kubrick le pidió algún diálogo de muestra para una prevista adaptación cinematográfica del libro de Arthur Schnitzler Traumnovelle, protagonizada por Steve Martin, pero las propuestas subidas de tono de Southern presuntamente sabotearon cualquier posibilidad de una mayor participación; Kubrick finalmente hizo la película (titulada Eyes Wide Shut, con Tom Cruise y Nicole Kidman), poco antes de su muerte en 1999.
Una nueva historia de Southern fue publicada enHigh Times en mayo de 1983, y Hopper le invitó a trabajar en un biopic de Jim Morrison, que iba a ser respaldado por editor Larry Flynt; pronto se supo que Flynt no poseía los derechos de la pantalla la historia de Morrison y el proyecto se vino abajo.
Southern cumplió sesenta años en 1984, y su carrera continuó alternando entre las promesas y las decepciones. Flash and Filigree fue relanzada por Arbor House con una nueva introducción de William Burroughs, y Sandy Lieberson (ahora en Fox) lo contrató para trabajar en un guion llamado Intensive Heat, basado en la vida del ladrón de joyas Albie Baker. Southern tuvo problemas con su largamente esperado nuevo libro llamado Youngblood(más tarde retitulado Southern Idyll) -los editores Putnam con el tiempo le exigieron la devolución del anticipo de 20.000 dólares, y la novela nunca fue terminada. En el año 1985 Candy y The magin christian fueron reimpresas por Penguin y Southern ocupó un lugar destacado en el documental de Howard Brookner sobre William S. Burroughs.

#### Hawkeye
En octubre de 1985 Southern fue designado como uno de los directores de Hawkeye, una productora creada por su amigo Harry Nilsson para supervisar las películas y proyectos multimedia en los que estaba involucrado. Southern y Nilsson colaboraron en varios guiones, incluyendo Obits, una historia del estilo de Ciudadano Kane sobre un periodista que investiga una necrológica del periódico; pero el guion fue revisado mordazmente por un lector de estudio y nunca fue aprobado.

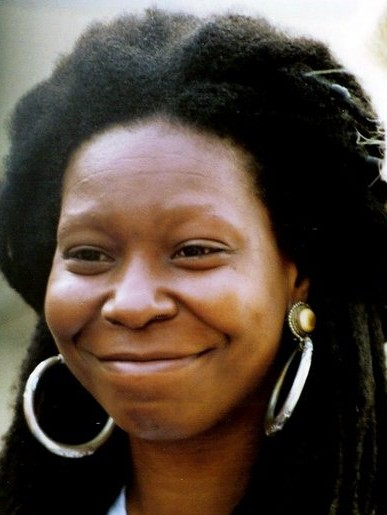
Whoopi Goldberg protagonizó The Telephone, único proyecto de importancia de Hawkeye que vio la luz.

El único proyecto importante de Hawkeye que llegó a ver la luz del fue The Telephone. Esencialmente una comedia dramática, muestra la gradual desintegración mental de un actor sin trabajo. Fue escrito con Robin Williams en mente, pero el actor lo rechazó. Nilsson y Southern se enteraron de que la comediante Whoopi Goldberg estaba dispuesta a tomar parte; les pidió a ambos que la reescribieran para ella. New World Films estuvo de acuerdo en producirla, y Rip Torn firmó como director.
La producción comenzó en enero de 1987, pero New World permitía a Goldberg 'improvisar' libremente en el guion, y también reemplazó al director de fotografía elegido por Torn por su entonces marido. Torn luchó contra Goldberg y se dice que tuvo que rogarle que se ciñese al guion. Entonces tuvo lugar una lucha de un año de duración entre Hawkeye y New World/Goldberg sobre los derechos de la versión final. Southern y Torn realizaron su propia versión, que se proyectó en el Festival de Cine de Sundance en enero de 1988; la versión de New World Mundo se estrenó en los cines de ese mismo mes, con críticas generalmente pobres.
El sueldo fijo de Hawkeye fue de gran ayuda para la perenne escasez de efectivo de Southern, pero los cheques se detuvieron abruptamente a finales de 1989, cuando se descubrió que el tesorero había malversado los fondos de la compañía (y la mayoría del dinero que Nilsson había ganado con su música), dejándolo prácticamente en bancarrota. En este punto Southern aún le debía al IRS unos 30.000 dólares en impuestos atrasados y 40.000 en multas.
Además de The Telephone, en el período 1985-1990 Southern solo publicó nuevo material con el libreto del álbum de Marianne Faithfull Strange Weather y un comentario sobre el escándalo Irán-Contra en The Nation.

### Últimos años
En febrero de 1989 fue ingresado en Memorial Sloan-Kettering Hospital, donde fue intervenido quirúrgicamente por un cáncer de estómago. Poco después de la operación fue entrevistado por Mike Golden, y varios extractos fueron publicados en las revistas Reflex, Creative Writer, y Paris. Después de recuperarse, Southern colaboró con el dibujante R.O. Blechman en un proyecto llamado Billionaire's Ball, basado en la vida de Howard Hughes.
Southern consiguió un trabajo de profesor en el Laboratorio de Guionistas de Sundance en el verano de 1989. También colaboró en la preparación y publicación de las Blinds and Shutters, un libro sobre la fotografía de su difunto amigo Michael Cooper, editado por Perry Richardson y publicado en una edición limitada en 2000, con copias firmadas por Paul McCartney, Keith Richards, Sandy Lieberson y Allen Ginsberg.
Durante este tiempo, Southern se reunió brevemente con el cineasta canadiense David Cronenberg para discutir una posible adaptación de la novela de Burroughs Naked Lunch' (que Cronenberg realizaría posteriormente), pero la reunión no tuvo éxito. Southern no volvió a tener participación en el proyecto. En noviembre de 1989 se entrevistó con Victor Bockris y los resultados fueron publicados en la revista Interview. Recibió otro pequeño impulso con la republicación de Red-Dirt Marijuana and Other Tastes en el año 1990.
Con el apoyo de su hijo Nile, Southern comenzó a trabajar en una novela larga, provisionalmente titulada Behind The Grassy Knoll. Retitulada Texas Summer, la última novela de Southern fue publicada en 1992 por Richard Seaver. Sus últimos dos artículos importantes fueron publicados en 1991, un artículo sobre la banda de Texas ZZ Top, que apareció en la edición de febrero de la revista Spin, y un artículo sobre la Guerra del Golfo, que apareció en The Nation el 8 de julio. Durante ese año Southern también fue invitado a enseñar a escribir guiones por la Universidad de Columbia, y trabajó allí hasta su muerte.

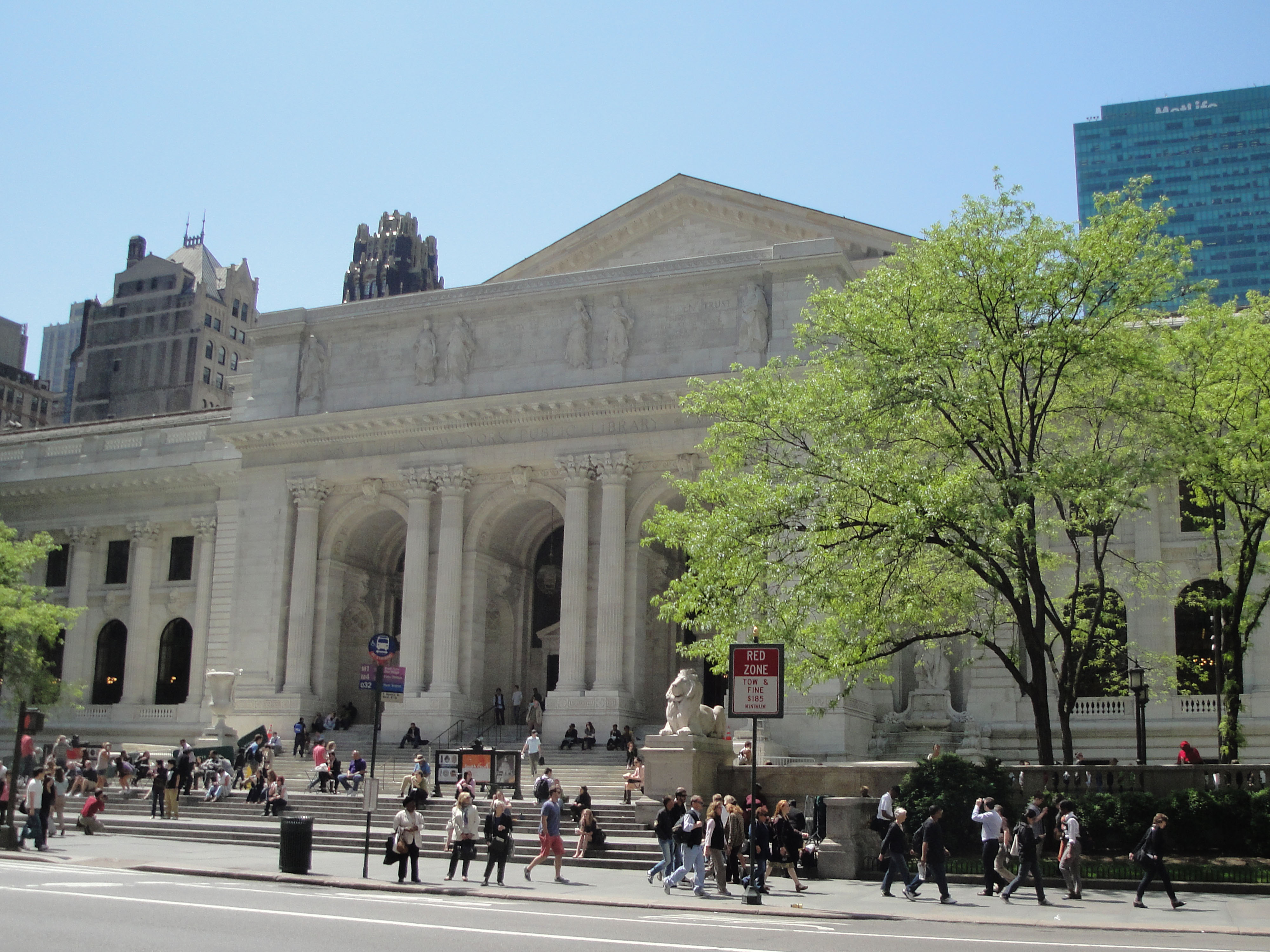
Los manuscritos de Southern, su correspondencia y fotografías permanecen en la Biblioteca Pública de Nueva York.

En 1992 colaboró con el director de cine Joseph McGrath en un guion, Starlets, (retitulado más adelante Festival), que satirizaba el Festival de Cannes. Durante ese año Peter Fonda habría intentado que Southern renunciara a cualquier reclamación sobreEasy Rider a cambio de un pago de 30.000 dólares, pero éste se negó. Southern también ayudó a Perry Richardson con otro libro en torno a la fotografía de Michael Cooper, The Early Stones, que se publicó a finales de año.
La salud de Southern se deterioró en los últimos dos años de su vida, y sufrió un leve derrame cerebral en noviembre de 1992. En febrero de 1993 hizo su última visita a su casa de Texas, donde asistió a una proyección conmemorativa de Dr. Strangelove y El cristiano mágico en el Museo de Arte de Dallas. Durante el año 1994 hizo una serie de grabaciones de lecturas de sus obras para un proyecto de homenaje coordinado por el productor Hal Willner y Nelson Lyon, pero el proceso de grabación se complicó por su frágil salud, y se mantuvo inédito hasta hace poco.
El amigo de Southern Harry Nilsson murió de un ataque al corazón en enero de 1994, y los editores Little Brown le encargaron escribir un libro de memorias, pero solo se realizaron dos capítulos.
En septiembre de 1995 recibió el Premio Gotham por su trayectoria, otorgado por la Asociación de Productores de Cine Independiente a la edad de 71 años. La controversia sobre Easy Rider volvió a tomar protagonismo poco antes de la muerte de Southern, cuando Dennis Hopper durante una entrevista con Jay Leno afirmó que Rip Torn había sido reemplazado porque le había sacado un cuchillo al propio Hopper durante la discusión en Nueva York de 1968. Torn demandó a Hopper por tales afirmaciones y Southern accedió a declarar a favor de Torn. El caso sacó a la luz varios de los borradores de Southern del guion de la película, lo que puso fin a la disputa por sus contribuciones.
En 1995, poco antes de su muerte, Southern contrató a un nuevo agente y comenzó a hacer los arreglos para la republicación de Candy y El cristiano mágico por Grove. Su último proyecto es el texto de una propuesta para contar la historia de Virgin Records. Apareció en el programa de verano la escritura de Yale a mediados de año, y en octubre hizo su última aparición en los medios de comunicación, cuando fue entrevistado para un documental sobre el novelista escocés Alexander Trocchi.
El 25 de octubre de 1995, Southern se derrumbó sobre las escaleras de la Dodge College de la Universidad de Columbia, cuando iba de camino a dar una clase. Fue trasladado al Hospital de San Lucas, donde murió cuatro días después, el 29 de octubre.
A principios de 2003 los manuscritos de Souther, su correspondencia y fotografías fueron adquiridas por la Biblioteca Pública de Nueva York. Los archivos incluyen correspondencia y demás objetos de George Plimpton, Allen Ginsberg, Norman Mailer, Frank O'Hara, Larry Rivers, William Styron, V. S. Pritchett, Gore Vidal, Abbie Hoffman y Edmund Wilson, así como de John Lennon, Ringo Starr y los Rolling Stones.
Una adaptación cinematográfica su novela de 1970 Blue Movie, se encuentra actualmente en la producción, con la dirección de Michael Dowse y la producción de Marc Toberoff, y será rodada por Vertigo Films.

## Trabajos

### Libros
- Flash and Filigree (1958)
- Candy (with Mason Hoffenberg) (1958)
- The Magic Christian (1959) El cristiano mágico. Trad.: Enrique Gil-Delgado. Impedimenta, 2012. ISBN 978-84-15130-39-0
- Red-Dirt Marijuana and Other Tastes (1967)
- Blue Movie (1970)
- Texas Summer (1992)

### Guiones
- Dr. Strangelove or: How I Learned to Stop Worrying and Love the Bomb (con Stanley Kubrick y Peter George) (1964) (nominado a los Óscar)
- The Loved One (con Christopher Isherwood) (1965)
- El coleccionista (no acreditado) (1965)
- The Cincinnati Kid (con Ring Lardner Jr.) (1966)
- Casino Royale (1967) (no acreditado)
- Barbarella (con Roger Vadim, Claude Brule, Vittorio Bonicelli, Clement Biddle Wood, Brian Degas y Tudor Gates) (1968)
- Easy Rider (con Peter Fonda y Dennis Hopper) (1969) (nominado a los Óscar)
- The End of the Road (con Dennis McGuire y Aram Avakian) (1969)
- The Magic Christian (con Joseph McGrath) (1969)
- The Telephone (con Harry Nilsson) (1988)

## Premios y distinciones
Premios Óscar
| Año  | Categoría                        | Película                            | Resultado |
| ---- | -------------------------------- | ----------------------------------- | --------- |
| 1965 | Mejor argumento y guion original | ¿Teléfono rojo? Volamos hacia Moscú | Nominado  |
| 1969 | Mejor argumento y guion original | Easy Rider                          | Nominado  |

- 1963 Premio O. Henry; "The Road Out of Axotle", publicado por la revista Esquire, agosto de 1962
- 1964 Writers Guild of America; Premio al Mejor Guionista de Comedia de 1964, por Dr. Strangelove
- 1975 Revista Paris; Relato más divertido del año para "Heavy Put-Away, or, A Hustle Not Devoid of a Certain Grossness, Granted"
- 1994 Premio Gotham; Premio a la trayectoria como escritor